# Piotr Krasikow
Piotr Ananjewicz Krasikow (ros. Пётр Ананьевич Красиков, ur. 5 października 1870 w Krasnojarsku, zm. 20 sierpnia 1939) – rosyjski prawnik i działacz polityczny - socjaldemokrata i komunista. Prokurator Sądu Najwyższego ZSRR (prokurator generalny ZSRR) 1924-1933.

## Życiorys
W 1892 związał się z grupą „Wyzwolenie Pracy”, później wstąpił do SDPRR, po rozłamie został bolszewikiem, od 1900 prowadził działalność rewolucyjną w Pskowie jako agent Iskry. W 1905 został członkiem Petersburskiego Komitetu SDPRR i Komitetu Wykonawczego Rady Petersburskiej, w 1908 ukończył studia na Wydziale Prawnym Uniwersytetu Petersburskiego, po rewolucji październikowej 1917 został członkiem komisji śledczej do walki z kontrrewolucją i spekulacją i członkiem Kolegium Ludowego Komisariatu Sprawiedliwości, a w marcu 1918 zastępcą ludowego komisarza sprawiedliwości RFSRR i przewodniczącym Trybunału Kasacyjnego przy WCIK. Był współtwórcą pierwszego radzieckiego kodeksu karnego. Uczestniczył w walce z "cerkiewną kontrrewolucją", czyli brutalnym tępieniu duchowieństwa. W 1924 został prokuratorem Sądu Najwyższego ZSRR, 1933-1938 był zastępcą przewodniczącego Sądu Najwyższego ZSRR.